# Avenida Roosevelt–Calle 74 (metro de Nueva York)
La Avenida Roosevelt/Calle 74 es una estación del metro de la ciudad de Nueva York operada por la línea Flushing y la línea Queens Boulevard. Localizada en las calles 74 y Broadway, y la Avenida Roosevelt en Jackson Heights, Queens, servida todo el tiempo por los trenes 7, E y F, por los trenes R durante las tardes, por los trenes V los días de semana, y por los trenes G en la noche y fines de semana.

## Línea Queens Boulevard
La estación Jackson Heights–Avenida Roosevelt de la línea Queens Boulevard tiene cuatro vías y dos plataformas centrales. Esta estación está pintada con rayas azules, bordes de color negro, y vigas de color dorado y no tiene el nombre de la estación. There is a transfer to the elevated IRT Flushing Line. La tarifa de control está localizada en el centro de la mezanine en la cual tiene un cruce libre. La tarifa de control en la parte norte del mezanine pasando el pasillo lleva hacia la terminal estación que nunca fue usada de la Avenida Roosevelt. También hay una vía sin usar para los trenes locales con dirección sur empezando justo al este de la estación. En la calle 78, las 3 vías del nivel superior giran hacia el sur, terminando en un callejón sin salida "temporario".

## Línea Flushing
La Calle 74–Broadway de la línea Flushing tiene tres vías y dos plataformas laterales. La estación tiene dos salidas, en la cual están conectadas con la línea Queens Boulevard vía cuatro largas escaleras: tres en la calle 73  y dos en la calle 74. El mezanine de la calle 74 tiene piso de madera con parabrisas en las escaleras, también hay una caseta para tarifas con cruces inferiores. El mezanine de la calle 73 es de piso de madera y no tiene ninguna ventana o tarifa de control (la caseta está en la entrada de la estación). 
En los últimos años, la estación ha estado bajo grandes renovaciones,  especialmente con la construcción de una nueva estación completada en el 2005. La obra de arte pintada en el 2004 se llama Passage por Tom Patti.

## Conexiones de autobuses
- Q19B, Q32, Q33, Q33, Q45, Q47 y el Q53